# Ørsta
Ørsta este o comună din provincia Møre og Romsdal, Norvegia.